# Finale della Coppa delle nazioni africane 1992
La finale della Coppa delle nazioni africane 1992 si disputò il 26 gennaio 1992 allo Stadio Léopold Sédar Senghor di Dakar, tra le nazionali di Costa d'Avorio e Ghana. La partita fu vinta dalla Costa d'Avorio per 11-10 dopo che i tempi regolamentari e supplementari terminarono 0-0; in tal modo gli ivoriani vinsero il loro primo trofeo nella massima competizione tra nazionali maschili africane.

## Le squadre
| Squadra        | Finali (o spareggi) disputate in precedenza (il grassetto indica la vittoria) |
| -------------- | ----------------------------------------------------------------------------- |
| Costa d'Avorio | Nessuna                                                                       |
| Ghana          | 6 (1963, 1965, 1968, 1970, 1978, 1982)                                        |

## Cammino verso la finale

### Tabella riassuntiva del percorso
| Squadra        | Pt | G |
| -------------- | -- | - |
| Costa d'Avorio | 4  | 2 |
| Rep. del Congo | 1  | 2 |
| Algeria        | 1  | 2 |

| Squadra | Pt | G |
| ------- | -- | - |
| Ghana   | 4  | 2 |
| Zambia  | 2  | 2 |
| Egitto  | 0  | 2 |

## Descrizione della partita
La partita, conclusa a reti inviolate nei tempi regolamentari e anche nei supplementari, si protrasse ai tiri di rigore, dove, si rese necessaria una serie eccezionalmente lunga (12 tiri per squadra), che alla fine vide prevalere la Costa d'avorio per 11 a 10.

## Tabellino
| Arbitro: | Badara Sène |

| |                        |                                                                                 |
| Aka Kouamé Abouo Diaby M.Traoré Tiéhi Celi Lucien Kassi-Kouadio Abouo Maguy Sié Gouaméné Aka Kouamé | Tiri di rigore 11 – 10 | Baffoe Lamptey Naawu Asare Yeboah Mensah Armah Abroah Ampeah Opuko Ansah Baffoe |

| Costa d'Avorio | Ghana |

| Costa d'Avorio |                         |  |      |
|                |                         |  |      |
| P              | Alain Gouaméné          |  |      |
| D              | Basile Aka Kouamé       |  |      |
| D              | Sam Abouo               |  |      |
| D              | Sékana Diaby            |  |      |
| D              | Arsėne Hobou            |  |      |
| C              | Saint-Joseph Gadji-Celi |  |      |
| C              | Serge-Alain Maguy       |  |      |
| C              | Donald-Olivier Sié      |  |      |
| A              | Didier Otokoré          |  | 53’  |
| A              | Joël Tiéhi              |  |      |
| A              | Abdoulaye Traoré        |  | 101’ |
| Sostituzioni:  |                         |  |      |
| A              | Moussa Traoré           |  | 53’  |
| A              | Lucien Kassy-Kouadio    |  | 101’ |
| CT:            |                         |  |      |
| Martial Yeo    |                         |  |      |

| Ghana         |                  |  |     |
|               |                  |  |     |
| P             | Edward Ansah     |  |     |
| D             | Emmanuel Ampeah  |  |     |
| D             | Frimpong Manso   |  |     |
| D             | Anthony Baffoe   |  |     |
| D             | Emmanuel Armah   |  |     |
| C             | Sarfo Gyamfi     |  | 51’ |
| C             | Stanley Aborah   |  |     |
| C             | Nii Lamptey      |  |     |
| A             | Isaac Asare      |  |     |
| A             | Tony Yeboah      |  |     |
| A             | Samuel Opoku Nti |  | 65’ |
| Sostituzioni: |                  |  |     |
| C             | Richard Naawu    |  | 51’ |
| A             | Prince Polley    |  | 65’ |
| CT:           |                  |  |     |
| Otto Pfister  |                  |  |     |